# هانا فیدل
هانا فیدل (انگلیسی: Hannah Fidell) کارگردان، تهیه کننده و فیلمنامه‌نویس اهل کشور ایالات متحده آمریکا است. وی متولد بتزدا، مریلند است. بیشتر شهرتش به خاطر کارگردانی فیلم «یک معلم»(ساخت سال ۲۰۱۳) و ۶ سال(محصول سال ۲۰۱۵) است. این کارگردان از سال ۲۰۱۰ میلادی تاکنون مشغول فعالیت بوده‌است.

## جوایز
- فیلم یک معلم -برنده جایزه از جشنواره Champs-Élysées- سال 2012
- فیلم یک معلم - برنده جایزه از جشنواره جنوب از طریق جنوب‌غربی- سال 2013